# 乌来柯
烏來柯（学名：Castanopsis uraiana），又名「淋漓錐」、「烏來錐栗」、「鱗苞栲」，為殼斗科锥属下的一个植物种。常綠大喬木，主要分布於中國大陸廣東、廣西、湖南、江西、福建，以及台灣島，在台灣分佈在中低海拔300～1200公尺的森林中，常見於台北烏來、台中東勢、水里、烏溪、蓮花池以及南部屏東的雙流、大武。

## 型態
葉

葉二列，葉片略硬紙質、革質或薄革質，葉形卵狀橢圓形、卵形或披針形，長 7~13 公分，寬 2.5~3.5 公分；先端呈常彎向一側的長漸尖或略呈短尾狀，基部頓，漸狹或銳尖，且常常歪基。葉緣上部有裂齒或有時兼有全緣葉，中脈在葉面平坦或微凹陷，或下半段微凸起，側脈每邊 7~10 條，頗纖細，嫩葉葉背有棕或淡紅棕色緊實的臘鱗層，成長葉表面呈現有光澤的綠色而背面帶蒼灰色或淡黃灰色，皆無毛；新芽呈扁菱形；葉柄長 0.7~1.5 公分。

莖

常綠喬木，高可達20公尺，徑60～100公分；樹幹通直，從地表起多分枝；樹皮有深縱裂，呈現灰褐或深褐色，皮孔不顯著，為散生。樹液多，樹幹遭砍伐後經常湧出樹液，所以又稱做「淋漓」。

果實

殼斗杯形，長5～8毫米，徑9～13毫米，常常包覆果實達二分之一。苞鱗三角形，排列成5列同心環帶且呈覆瓦狀排列，先端尾狀。約在隔年的9～10月成熟。

花

雄柔荑花序群水平伸展或斜上升，長約3～6公分；雄花密集生長，長約1～1.5毫米；花被片5～6枚，外面平滑無毛而內面有柔毛，雄蕊12枚，花絲略微挺出且無毛。

## 木材
為半環孔材，樹輪樹輪可見波浪狀排列樹輪可見波浪狀排列；邊心材區別不甚明顯，邊材淡黃褐色，心材灰黃褐色。單獨管孔火焰狀徑向排列，具有填充體，縱向薄壁細胞豐富，圍孔狀及短切線狀排列；木質線單列，同時具有聚合木質線。木材堅重緻密，耐腐朽，常常被作為建築用材（樑、柱、枕木等）或者器具用才（農具等）。

## 分類
因為烏來栲特徵介於許多屬的中間，其分類異議頗多，有贊成將其獨立分類至Limia屬（淋漓屬）者（劉棠瑞、廖日京（1976）），也有人認為應被歸類為Pasania屬（此處的Pasania意指廣意的Lithocapus屬，石櫟屬）（李惠林、Schottky），而金平亮三將之列入Shiia屬，初島佳彥與沈中桴則將之列入Castanopsis屬（栲屬）。

## 異名
- Limlia uraiana (Hayata) Masamune & Tomiya
- Quercus uraiana Hayata